# Freixeda
Freixeda é uma povoação portuguesa do Município de Mirandela que foi sede da extinta Freguesia de Freixeda, freguesia que tinha 11,45 km² de área e 89 habitantes (2011), e, por isso, uma densidade populacional de 7,8 hab/km².

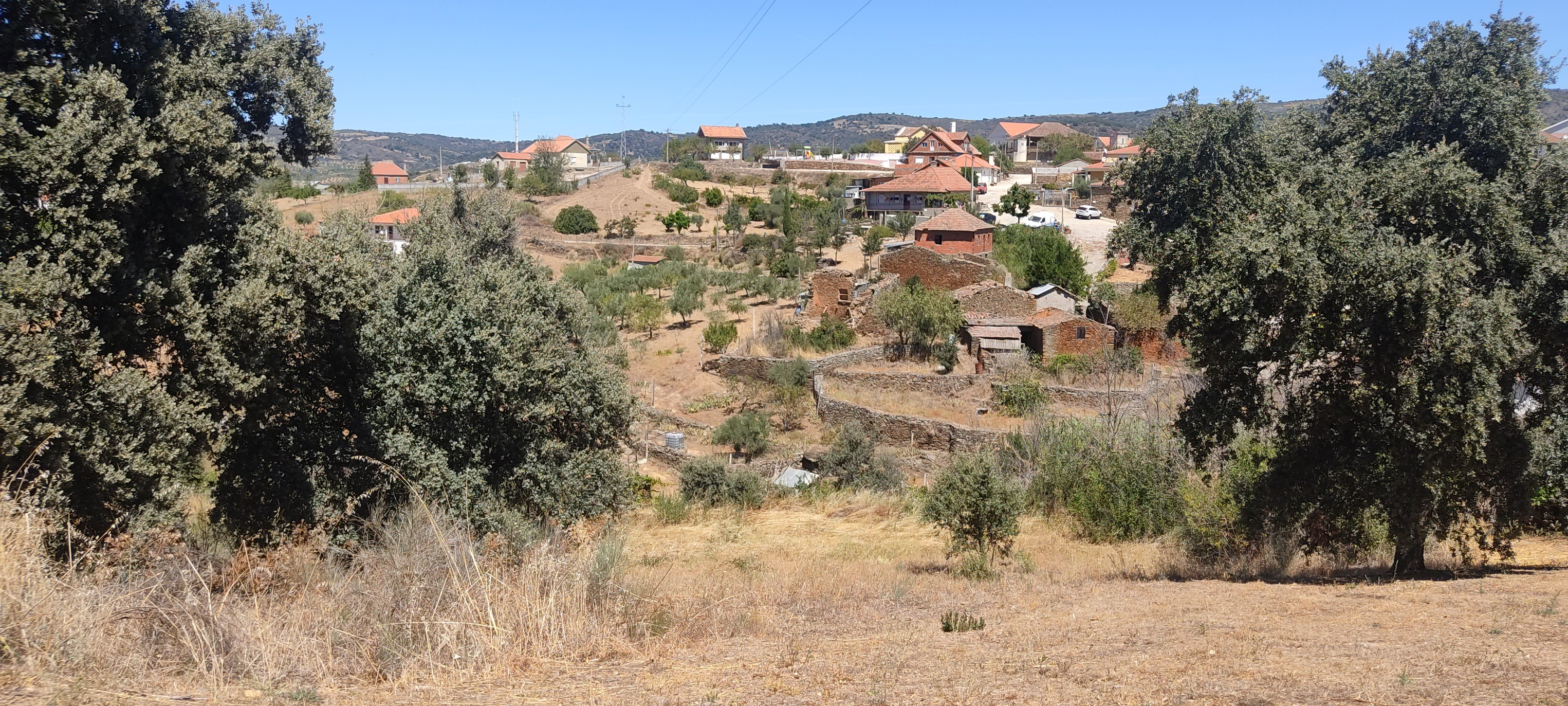
Vista sobre uma das ruas da aldeia

A Freguesia de Freixeda foi extinta (agregada) pela reorganização administrativa de 2012/2013, tendo o seu território sido agregado ao da Freguesia de Vila Verde para criar a União de Freguesias de Freixeda e Vila Verde.

## População
| População da freguesia de Freixeda | População da freguesia de Freixeda | População da freguesia de Freixeda | População da freguesia de Freixeda | População da freguesia de Freixeda | População da freguesia de Freixeda | População da freguesia de Freixeda | População da freguesia de Freixeda | População da freguesia de Freixeda | População da freguesia de Freixeda | População da freguesia de Freixeda | População da freguesia de Freixeda | População da freguesia de Freixeda | População da freguesia de Freixeda | População da freguesia de Freixeda |
| ---------------------------------- | ---------------------------------- | ---------------------------------- | ---------------------------------- | ---------------------------------- | ---------------------------------- | ---------------------------------- | ---------------------------------- | ---------------------------------- | ---------------------------------- | ---------------------------------- | ---------------------------------- | ---------------------------------- | ---------------------------------- | ---------------------------------- |
| 1864                               | 1878                               | 1890                               | 1900                               | 1911                               | 1920                               | 1930                               | 1940                               | 1950                               | 1960                               | 1970                               | 1981                               | 1991                               | 2001                               | 2011                               |
| 222                                | 220                                | 266                                | 276                                | 309                                | 221                                | 293                                | 298                                | 372                                | 303                                | 148                                | 180                                | 152                                | 115                                | 89                                 |